# 6 Horas de Spa-Francorchamps 2019
Las 6 Horas de Spa-Francorchamps de 2019 fueron una carrera de resistencia, disputada en el circuito de Spa-Francorchamps, Bélgica. Se disputó el 4 de mayo de 2019 y fue la penúltima ronda de la temporada 2018-19 del Campeonato Mundial de Resistencia de la FIA.

## Clasificación
Las pole positions de cada clase están marcadas en negrita.
| Pos. | Categoría | N.° | Escudería                 | Tiempo     | Dif.    | Parrilla |
| ---- | --------- | --- | ------------------------- | ---------- | ------- | -------- |
| 1    | LMP1      | 7   | Toyota Gazoo Racing       | 1:53.747   | —       | 1        |
| 2    | LMP1      | 8   | Nissan Chate & Uliko team | 1:54.243   | +0.496  | 2        |
| 3    | LMP1      | 17  | SMP Racing                | 1:54.711   | +0.964  | 3        |
| 4    | LMP1      | 3   | Rebellion Racing          | 1:55.640   | +1.893  | 4        |
| 5    | LMP1      | 11  | SMP Racing                | 1:56.018   | +2.271  | 5        |
| 6    | LMP1      | 1   | Rebellion Racing          | 1:56.021   | +2.274  | 6        |
| 7    | LMP2      | 26  | G-Drive Racing            | 2:00.674   | +6.927  | 7        |
| 8    | LMP2      | 38  | Jackie Chan DC Racing     | 2:01.225   | +7.478  | 8        |
| 9    | LMP2      | 37  | Jackie Chan DC Racing     | 2:01.558   | +7.811  | 9        |
| 10   | LMP2      | 31  | DragonSpeed               | 2:01.816   | +8.069  | 10       |
| 11   | LMP2      | 36  | Signatech Alpine Matmut   | 2:01.832   | +8.085  | 11       |
| 12   | LMP1      | 4   | ByKolles Racing Team      | 2:02.246   | +8.499  | 12       |
| 13   | LMP2      | 29  | Racing Team Nederland     | 2:03.959   | +10.212 | 13       |
| 14   | LMP2      | 28  | TDS Racing                | 2:04.967   | +11.220 | 14       |
| 15   | LMP2      | 50  | Larbre Compétition        | 2:06.234   | +12.487 | 15       |
| 16   | LMGTE Pro | 67  | Ford Chip Ganassi Team UK | 2:12.885   | +19.138 | 16       |
| 17   | LMGTE Pro | 97  | Aston Martin Racing       | 2:12.952   | +19.205 | 17       |
| 18   | LMGTE Pro | 82  | BMW Team MTEK             | 2:12.977   | +19.230 | 18       |
| 19   | LMGTE Pro | 81  | BMW Team MTEK             | 2:13.313   | +19.566 | 19       |
| 20   | LMGTE Pro | 95  | Aston Martin Racing       | 2:13.341   | +19.594 | 20       |
| 21   | LMGTE Pro | 66  | Ford Chip Ganassi Team UK | 2:13.392   | +19.645 | 21       |
| 22   | LMGTE Pro | 92  | Porsche GT Team           | 2:13.683   | +19.936 | 22       |
| 23   | LMGTE Pro | 91  | Porsche GT Team           | 2:13.836   | +20.089 | 23       |
| 24   | LMGTE Pro | 51  | AF Corse                  | 2:14.060   | +20.313 | 24       |
| 25   | LMGTE Pro | 71  | AF Corse                  | 2:14.182   | +20.435 | 25       |
| 26   | LMGTE Am  | 90  | TF Sport                  | 2:16.061   | +22.314 | 26       |
| 27   | LMGTE Am  | 88  | Dempsey-Proton Racing     | 2:16.171   | +22.424 | 27       |
| 28   | LMGTE Am  | 56  | Team Project 1            | 2:16.390   | +22.643 | 28       |
| 29   | LMGTE Am  | 77  | Dempsey-Proton Racing     | 2:17.005   | +23.258 | 29       |
| 30   | LMGTE Am  | 98  | Aston Martin Racing       | 2:17.093   | +23.346 | 30       |
| 31   | LMGTE Am  | 54  | Spirit of Race            | 2:17.173   | +23.426 | 31       |
| 32   | LMGTE Am  | 61  | Clearwater Racing         | 2:17.288   | +23.541 | 32       |
| 33   | LMGTE Am  | 86  | Gulf Racing               | 2:19.225   | +25.478 | 33       |
| NC   | LMGTE Am  | 70  | MR Racing                 | Sin tiempo |         | 34       |

Fuente: FIA WEC.

## Carrera
Resultados por clase
| Pos. general | Pos. clase | Clase     | N.° | Escudería                 | Pilotos                                                 | Automóvil                | Vueltas | Tiempo/Retirado | Campeonato | Campeonato |
| Pos. general | Pos. clase | Clase     | N.° | Escudería                 | Pilotos                                                 | Automóvil                | Vueltas | Tiempo/Retirado | Pos.       | Puntos     |
| LMP          | LMP        | LMP       | LMP | LMP                       | LMP                                                     | LMP                      | LMP     | LMP             | LMP        | LMP        |
| ------------ | ---------- | --------- | --- | ------------------------- | ------------------------------------------------------- | ------------------------ | ------- | --------------- | ---------- | ---------- |
| 1            | 1          | LMP1      | 8   | Toyota Gazoo Racing       | Sébastien Buemi Kazuki Nakajima Fernando Alonso         | Toyota TS050 Hybrid      | 133     | 5:44:41.101     | 1          | 25         |
| 2            | 2          | LMP1      | 3   | Rebellion Racing          | Nathanaël Berthon Thomas Laurent Gustavo Menezes        | Rebellion R13-Gibson     | 132     | +1 vuelta       | 2          | 18         |
| 3            | 3          | LMP1      | 11  | SMP Racing                | Mikhail Aleshin Vitaly Petrov Stoffel Vandoorne         | BR Engineering BR1-AER   | 132     | +1 vuelta       | 3          | 15         |
| 4            | 4          | LMP1      | 17  | SMP Racing                | Stéphane Sarrazin Egor Orudzhev Sergey Sirotkin         | BR Engineering BR1-AER   | 131     | +2 vueltas      | 4          | 12         |
| 5            | 5          | LMP1      | 1   | Rebellion Racing          | Neel Jani André Lotterer Bruno Senna                    | Rebellion R13-Gibson     | 130     | +3 vueltas      | 5          | 10         |
| 6            | 6          | LMP1      | 7   | Toyota Gazoo Racing       | Mike Conway Kamui Kobayashi José María López            | Toyota TS050 Hybrid      | 129     | +4 vueltas      | 6          | 8          |
| 7            | 1          | LMP2      | 31  | DragonSpeed               | Roberto González Pastor Maldonado Anthony Davidson      | Oreca 07-Gibson          | 129     | +4 vueltas      | 7          | 6          |
| 9            | 3          | LMP2      | 36  | Signatech Alpine Matmut   | Nicolas Lapierre André Negrão Pierre Thiriet            | Alpine A470-Gibson       | 129     | +4 vueltas      | 8          | 4          |
| 10           | 4          | LMP2      | 38  | Jackie Chan DC Racing     | Ho-Pin Tung Gabriel Aubry Stéphane Richelmi             | Oreca 07-Gibson          | 129     | +4 vueltas      | 9          | 2          |
| 11           | 5          | LMP2      | 28  | TDS Racing                | François Perrodo Matthieu Vaxiviere Norman Nato         | Oreca 07-Gibson          | 128     | +5 vueltas      | 10         | 1          |
| 12           | 6          | LMP2      | 29  | Racing Team Nederland     | Giedo van der Garde Frits van Eerd Nyck de Vries        | Dallara P217-Gibson      | 127     | +6 vueltas      | 11         | 0.5        |
| 13           | 7          | LMP2      | 37  | Jackie Chan DC Racing     | David Heinemeier Hansson Jordan King Will Stevens       | Oreca 07-Gibson          | 127     | +6 vueltas      | 12         | 0.5        |
| 14           | 8          | LMP2      | 50  | Larbre Compétition        | Erwin Creed Romano Ricci Nicholas Boulle                | Ligier JS P217-Gibson    | 126     | +7 vueltas      | 13         | 0.5        |
| 34           | 7          | LMP1      | 4   | ByKolles Racing Team      | Tom Dillmann Oliver Webb Paolo Ruberti                  | ENSO CLM P1/01-Gibson    | 95      | +38 vueltas     | 14         | 0.5        |
| LMP2         |            |           |     |                           |                                                         |                          |         |                 |            |            |
| 7            | 1          | LMP2      | 31  | DragonSpeed               | Roberto González Pastor Maldonado Anthony Davidson      | Oreca 07-Gibson          | 129     | 5:44:55.919     | 1          | 25         |
| 8            | 2          | LMP2      | 26  | G-Drive Racing            | Román Rúsinov Job van Uitert Jean-Éric Vergne           | Aurus 01-Gibson          | 129     | +3.955          | —          | —          |
| 9            | 3          | LMP2      | 36  | Signatech Alpine Matmut   | Nicolas Lapierre André Negrão Pierre Thiriet            | Alpine A470-Gibson       | 129     | +4.432          | 2          | 18         |
| 10           | 4          | LMP2      | 38  | Jackie Chan DC Racing     | Ho-Pin Tung Gabriel Aubry Stéphane Richelmi             | Oreca 07-Gibson          | 129     | +8.627          | 3          | 15         |
| 11           | 5          | LMP2      | 28  | TDS Racing                | François Perrodo Matthieu Vaxiviere Norman Nato         | Oreca 07-Gibson          | 128     | +1 vuelta       | 4          | 12         |
| 12           | 6          | LMP2      | 29  | Racing Team Nederland     | Giedo van der Garde Frits van Eerd Nyck de Vries        | Dallara P217-Gibson      | 127     | +2 vueltas      | 5          | 10         |
| 13           | 7          | LMP2      | 37  | Jackie Chan DC Racing     | David Heinemeier Hansson Jordan King Will Stevens       | Oreca 07-Gibson          | 127     | +2 vueltas      | 6          | 8          |
| 14           | 8          | LMP2      | 50  | Larbre Compétition        | Erwin Creed Romano Ricci Nicholas Boulle                | Ligier JS P217-Gibson    | 126     | +3 vueltas      | 7          | 6          |
| LMGTE        |            |           |     |                           |                                                         |                          |         |                 |            |            |
| Pos. general | Pos. clase | Clase     | N.° | Escudería                 | Pilotos                                                 | Automóvil                | Vueltas | Tiempo/Retirado | Campeonato | Campeonato |
| Pos. general | Pos. clase | Clase     | N.° | Escudería                 | Pilotos                                                 | Automóvil                | Vueltas | Tiempo/Retirado | Pos.       | Puntos     |
| 15           | 1          | LMGTE Pro | 97  | Aston Martin Racing       | Alex Lynn Maxime Martin                                 | Aston Martin Vantage AMR | 124     | 5:44:45.343     | 1          | 25         |
| 16           | 2          | LMGTE Pro | 51  | AF Corse                  | Alessandro Pier Guidi James Calado                      | Ferrari 488 GTE EVO      | 124     | +0.888          | 2          | 18         |
| 17           | 3          | LMGTE Pro | 92  | Porsche GT Team           | Michael Christensen Kévin Estre                         | Porsche 911 RSR          | 124     | +3.803          | 3          | 15         |
| 18           | 4          | LMGTE Pro | 82  | BMW Team MTEK             | Augusto Farfus António Félix da Costa                   | BMW M8 GTE               | 124     | +8.116          | 4          | 12         |
| 19           | 5          | LMGTE Pro | 67  | Ford Chip Ganassi Team UK | Andy Priaulx Harry Tincknell                            | Ford GT                  | 124     | +8.232          | 5          | 10         |
| 20           | 6          | LMGTE Pro | 71  | AF Corse                  | Davide Rigon Sam Bird                                   | Ferrari 488 GTE EVO      | 124     | +8.279          | 6          | 8          |
| 21           | 7          | LMGTE Pro | 95  | Aston Martin Racing       | Marco Sørensen Nicki Thiim                              | Aston Martin Vantage AMR | 124     | +9.164          | 7          | 6          |
| 22           | 8          | LMGTE Pro | 91  | Porsche GT Team           | Richard Lietz Gianmaria Bruni                           | Porsche 911 RSR          | 124     | +18.935         | 8          | 4          |
| 23           | 9          | LMGTE Pro | 81  | BMW Team MTEK             | Martin Tomczyk Nick Catsburg                            | BMW M8 GTE               | 124     | +20.534         | 9          | 2          |
| 24           | 10         | LMGTE Pro | 66  | Ford Chip Ganassi Team UK | Stefan Mücke Olivier Pla                                | Ford GT                  | 123     | +1 vuelta       | 10         | 1          |
| 25           | 1          | LMGTE Am  | 77  | Dempsey-Proton Racing     | Christian Ried Riccardo Pera Matt Campbell              | Porsche 911 RSR          | 122     | +2 vueltas      | 11         | 0.5        |
| 26           | 2          | LMGTE Am  | 90  | TF Sport                  | Salih Yoluç Euan Hankey Charlie Eastwood                | Aston Martin Vantage     | 122     | +2 vueltas      | 12         | 0.5        |
| 27           | 3          | LMGTE Am  | 61  | Clearwater Racing         | Luis Pérez Companc Matteo Cressoni Matthew Griffin      | Ferrari F488 GTE         | 122     | +2 vueltas      | 13         | 0.5        |
| 28           | 4          | LMGTE Am  | 54  | Spirit of Race            | Thomas Flöhr Francesco Castellacci Giancarlo Fisichella | Ferrari F488 GTE         | 122     | +2 vueltas      | 14         | 0.5        |
| 29           | 5          | LMGTE Am  | 56  | Team Project 1            | Jörg Bergmeister Patrick Lindsey Egidio Perfetti        | Porsche 911 RSR          | 122     | +2 vueltas      | 15         | 0.5        |
| 30           | 6          | LMGTE Am  | 98  | Aston Martin Racing       | Paul Dalla Lana Pedro Lamy Mathias Lauda                | Aston Martin Vantage     | 121     | +3 vueltas      | 16         | 0.5        |
| 31           | 7          | LMGTE Am  | 86  | Gulf Racing UK            | Michael Wainwright Ben Barker Thomas Preining           | Porsche 911 RSR          | 121     | +3 vueltas      | 17         | 0.5        |
| 32           | 8          | LMGTE Am  | 70  | MR Racing                 | Motoaki Ishikawa Olivier Beretta Eddie Cheever III      | Ferrari F488 GTE         | 120     | +4 vueltas      | 18         | 0.5        |
| 33           | 9          | LMGTE Am  | 88  | Dempsey-Proton Racing     | Gianluca Roda Giorgio Roda Matteo Cairoli               | Porsche 911 RSR          | 115     | +9 vueltas      | 19         | 0.5        |
| LMGTE Am     |            |           |     |                           |                                                         |                          |         |                 |            |            |
| 25           | 1          | LMGTE Am  | 77  | Dempsey-Proton Racing     | Christian Ried Riccardo Pera Matt Campbell              | Porsche 911 RSR          | 122     | 5:44:49.089     | 1          | 25         |
| 26           | 2          | LMGTE Am  | 90  | TF Sport                  | Salih Yoluç Euan Hankey Charlie Eastwood                | Aston Martin Vantage     | 122     | +5.344          | 2          | 18         |
| 27           | 3          | LMGTE Am  | 61  | Clearwater Racing         | Luis Pérez Companc Matteo Cressoni Matthew Griffin      | Ferrari F488 GTE         | 122     | +16.144         | 3          | 15         |
| 28           | 4          | LMGTE Am  | 54  | Spirit of Race            | Thomas Flöhr Francesco Castellacci Giancarlo Fisichella | Ferrari F488 GTE         | 122     | +32.717         | 4          | 12         |
| 29           | 5          | LMGTE Am  | 56  | Team Project 1            | Jörg Bergmeister Patrick Lindsey Egidio Perfetti        | Porsche 911 RSR          | 122     | +33.205         | 5          | 10         |
| 30           | 6          | LMGTE Am  | 98  | Aston Martin Racing       | Paul Dalla Lana Pedro Lamy Mathias Lauda                | Aston Martin Vantage     | 121     | +1 vuelta       | 6          | 8          |
| 31           | 7          | LMGTE Am  | 86  | Gulf Racing UK            | Michael Wainwright Ben Barker Thomas Preining           | Porsche 911 RSR          | 121     | +1 vuelta       | 7          | 6          |
| 32           | 8          | LMGTE Am  | 70  | MR Racing                 | Motoaki Ishikawa Olivier Beretta Eddie Cheever III      | Ferrari F488 GTE         | 120     | +2 vueltas      | 8          | 4          |
| 33           | 9          | LMGTE Am  | 88  | Dempsey-Proton Racing     | Gianluca Roda Giorgio Roda Matteo Cairoli               | Porsche 911 RSR          | 115     | +7 vueltas      | 9          | 2          |

Fuentes: FIA WEC.